# Matteo Belfrond
Matteo Belfrond (ur. 15 grudnia 1967 r.) – włoski narciarz alpejski. Nie startował na igrzyskach olimpijskich. Zajął 19. miejsce w gigancie na mistrzostwach świata w Morioka w 1993 r. Najlepsze wyniki w Pucharze Świata osiągnął w sezonie 1993/1994, kiedy to zajął 27. miejsce w klasyfikacji generalnej, a w klasyfikacji giganta był dziewiąty.

## Sukcesy

### Puchar Świata

#### Miejsca w klasyfikacji generalnej
- 1989/1990 – 97.
- 1991/1992 – 120.
- 1992/1993 – 95.
- 1993/1994 – 27.
- 1994/1995 – 116.
- 1995/1996 – 98.
- 1996/1997 – 97.
- 1997/1998 – 124.

#### Miejsca na podium
1. Kranjska Gora – 8 stycznia 1994 (gigant) – 2. miejsce
2. Aspen – 6 marca 1994 (gigant) – 3. miejsce